# Francisco Sagredo
Francisco José Sagredo Baeza (Santiago, 29 de noviembre de 1975), también conocido como Pancho Sagredo, es un periodista, conductor de noticias y comentarista deportivo chileno, se desempeña como comentarista deportivo en  Radio Agricultura.
El año 2003 recibió el premio “Antonino Vera, al mejor periodista joven” otorgado por el Círculo de Periodistas Deportivos. Y el 2009 el CPD lo volvió a galardonar entregándole el premio al “Mejor Desarrollo Profesional”.

## Biografía

### Introducción
Sexto hijo, y menor, del matrimonio conformado por el abogado demócratacristiano Rafael Sagredo Foncea y Gabriela Baeza Sosa. Es hermano del historiador Rafael Sagredo Baeza. Cursó la educación escolar, básica y media, en la Scuola Italiana de Santiago. Sus estudios superiores los cursó en la Facultad de Comunicaciones de la Universidad Diego Portales, donde fue Vicepresidente del Centro de Alumnos de la Escuela de Periodismo. En 1999 se tituló de periodista con “distinción máxima” tras defender una tesis sobre la cobertura mediática del asesinato del líder sindical Tucapel Jiménez durante la dictadura militar. El año 2001 se adjudicó la Beca Soledad Novales, otorgada por la Universidad Diego Portales para estudios en el extranjero, y se radicó en Milán, Italia, donde realizó un magíster en Realización Audiovisual en la Universidad Católica del Sagrado Corazón.

### Inicios profesionales
En 1998 realiza su práctica profesional colaborando todos los fines de semana en el bloque deportivo de Meganoticias de Megavisión.
En 1999 ingresa a Chilevisión, donde permaneció hasta inicios de 2002 desempeñándose como periodista de Chilevisión Noticias, comentarista deportivo y conductor del programa polideportivo Al 100%.

### Corresponsal en Europa (2002-2005)
Tras radicarse en Italia en 2002, se desempeñó como corresponsal en Europa para Canal 13, diario El Mercurio y las radios Cooperativa, Agricultura y Horizonte, período en el que realizó diversas coberturas destacando sus trabajos en el Mundial de Corea-Japón 2002 para Canal 13, Radio Agricultura y Diario El Mercurio, y los Juegos Olímpicos de Atenas 2004 para Canal 13 y Radio Horizonte. Tras finalizar su etapa en Europa, durante el año 2004 se radicó en Brisbane, Australia.

### Carrera en TVN (2005-2013)
De regreso en Chile, en 2005 se integró como periodista deportivo del noticiero 24 Horas Central de Televisión Nacional de Chile (TVN). Ese mismo año comenzó a desempeñarse como comentarista deportivo del noticiero matinal 24 Horas en la Mañana de TVN.
En junio y julio de 2006 viajó como enviado especial de TVN al Mundial de Alemania 2006.
Entre 2007 y 2009 se desempeñó como comentarista deportivo del noticiero Medianoche de TVN y en 2007 volvió a viajar como enviado especial del canal al Sudamericano Sub-20 de Paraguay y al Mundial Sub-20 de Canadá.
El año 2008 fue nombrado Editor de Deportes del Departamento de Prensa de TVN, cargo en el que desempeñó hasta 2012.
Enviado especial a los Juegos Olímpicos de Beijing 2008, el Mundial de Sudáfrica 2010 y los JJ.OO. de Londres 2012, desde el año 2009 se integró al personal de comentaristas del bloque deportivo de 24 Horas Central compartiendo roles con Pedro Carcuro y Fernando Solabarrieta.
Durante sus ocho años en TVN encabezó diversas coberturas en los más importantes eventos deportivos internacionales, combinando sus funciones televisivas con las de columnista en la revista Qué Pasa y el Diario El Gráfico.
En marzo de 2013, tras recibir una oferta del conglomerado periodístico Copesa, renunció a TVN para asumir la conducción del noticiero central del nuevo canal de televisión abierta 3TV.

### 3TV (2013)
Tras seis meses de marcha blanca y preparación del proyecto 3TV, los problemas económicos de CorpGroup, holding propietario de Copesa y perteneciente al Grupo Saieh de Álvaro Saieh, ocasionaron el cierre del nuevo proyecto televisivo en septiembre de 2013. Sagredo, con contrato vigente con 3TV hasta mayo de 2013, pactó un acuerdo indemnizatorio con Copesa y quedó liberado para aceptar alguna oferta de otro canal de televisión.

### Mega (2013-2015)
Tras un mes de negociaciones Mega anunció la contratación de Sagredo, quien llegó al canal del Grupo Bethia para cumplir funciones como comentarista deportivo y conductor de noticias.

## Cronista

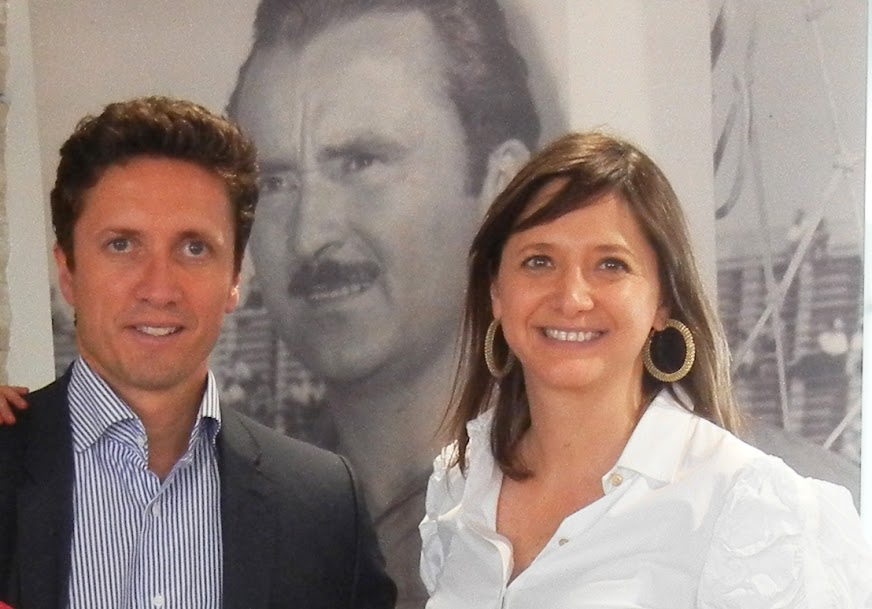
Francisco Sagredo junto a su esposa Mónica Pérez en el Lanzamiento del libro Sergio Livingstone. Su archivo personal.

En noviembre de 2011, bajo el sello editorial Alfaguara-Aguilar, presentó su primer libro, La Caída, investigación periodística centrada en las aristas políticas y económicas y las luchas de poder tras la crisis que vivió el fútbol chileno a fines de 2010 y la posterior renuncia del técnico de la selección nacional Marcelo Bielsa. En menos de un mes, La Caída agotó sus primeras tres ediciones y en marzo de 2013 llegó a su sexta edición, ubicándose seis semanas en el primer lugar del ranking de ventas nacional de obras de no ficción y permaneciendo 16 semanas en el ranking de los diez libros más vendidos de Chile.
En diciembre de 2013 presentó su segundo libro, Sergio Livingstone. Su archivo personal, una biografía-visual del destacado comentarista deportivo y exarquero de la selección nacional Sergio Livingstone Pohlhammer.
En noviembre de 2015 publica su tercer libro, El método Pellegrini.